# Svinghjul
Et svinghjul er en klassisk mekanisk indretning, som kan bevare kinetisk energi i rotation over kortere eller længere tid.
Et andet formål med svinghjul kan være gyroskopeffekten, at det kræver stor kraft at ændre et roterende legemes retning. Anvendes f.eks. i gyrostabiliserede kameraer og skibe.

## Virkemåde
Et svinghjul bygger på eller virker pga. fænomenet inertimoment, der viser sig som en træghed. 
Trægheden er det at det kræver kraft x vej (integreret over tid) for hver enkelt massedel af det faste legeme – og dermed energiudveksling – at forøge eller mindske rotationen. Eksempler: karrusel, cykelhjul, boremaskine og havelåge (asymmetrisk massefordeling om rotationscenter).

## Svinghjulsanvendelser
Eksempler på svinghjulsanvendelser:
- Spolebåndoptager eller kassettebåndoptager kapstanssvinghjul
- Grammofon pladetallerken
- DVD/CD-afspillerens DVD/CD-plade
- Generator-/dynamo-/motor-svinghjul (anvendes til at udjævne belastninger og holde motoren i gang)
  - Bilmotor
  - Fiskekuttermotor
- Energilagring

Svinghjulets kinetiske energi bundet i rotationen kaldet E og kan beregnes via følgende formel:
{\displaystyle E={\frac {1}{2}}\cdot I\cdot \omega ^{2}}
hvor
- E er rotationsenergien i joule.
- I er inertimomentet i kg·m².
- ω er vinkelfrekvensen, dvs. (antal omdrejninger per sekund) · 2 · π.

### Eksempel på inertimoment for et homogent legeme
I følgende eksempel findes en formel, som gælder for et legeme med ensartet massefordeling (dvs. massefylden er konstant overalt i legemet) og med en bestemt udformning og rotationsaksel:
|  | En cylinder, enten massiv eller hul som et rør, er monteret, så den kan dreje omkring sin egen længdeakse. Hvis den ydre radius er R, og en eventuel cylindrisk hulhed har den indvendige radius r, er intertimomentet I givet ved: {\displaystyle I={\frac {1}{2}}\cdot m\cdot (R^{2}+r^{2})} Heraf følger, at hvis cylinderen er massiv (r = 0), bliver inertimomentet: {\displaystyle I={\frac {1}{2}}\cdot m\cdot R^{2}}, og for en hul cylinder med ubetydelig "vægtykkelse" (r ≈ R) fås: {\displaystyle I=m\cdot R^{2}} |

Det ses af formlerne, at en tyndvægget cylinder giver det størst mulige inertimoment I for en given mængde "byggemateriale" (massen m): Dette forklarer hvorfor svinghjul på f.eks. dampmaskiner udformes med en kraftig (dvs. tung) og udpræget bred "fælg".